# 황제 레오폴드 2세 즉위 칸타타
루트비히 판 베토벤의 황제 레오폴드 2세 즉위 칸타타, WoO 88은 1790년에 쓰여졌고, 본에서 개최될 신성 로마 황제 레오폴드 2세를 위한 즉위식을 의도한 제베린 안톤 아버동크(1768-1817)의 대본이 있는 칸타타이다. 동반 작품 황제 요제프 2세 승하 칸타타와 마찬가지로 이것은 베토벤이 열 아홉 살이었을 때 작곡되었고, 베토벤의 일생 동안 결코 공연되지 않았다. 그러나 오블리가토 플루트와 첼로 파트, 그리고 뛰어난 성악 라인을 가진 2악장의 아리아에서는 특정 연주자들을 염두에 두고 분명히 쓰여졌음을 추정할 수 있다. 본에서 1780년대 내내 베토벤은 광범위한 오페라를 들을 기회를 가졌고, 아리아는 단연코 대규모 오케스트라의 리토르넬리와 함께 완전한 복장을 한 영웅 오페라 세리아의 콜로라투라 아리아에 대한 그의 해석이었다. 이 칸타타에서 그가 세 명의 솔리스트를 위한 앙상블 넘버를 포함하도록 이끈 것도 그의 오페라 경험이었을 것이라고 여겨진다. 이 칸타타는 황제 요제프 2세 승하 칸타타와는 성격이 매우 다르기 때문에 트럼펫과 팀파니를 사용하여 부분적으로 달성되는 더욱 찬란하고 축하하는 효과를 위해 노력한다. 그러나 이 칸타타 보다는 황제 요제프 2세 승하 칸타타가 일반적으로 더 성공적인 것으로 간주된다.

## 구조
내림가장조로 작곡된 이 칸타타는 총 6악장으로 구성되어 있다.
1. 레치타티보. Adagio assai (내림가장조)
2. 아리아. Allegro moderato (사장조)
3. 레치타티보 (바단조)
4. 레치타티보 (라장조)
5. 3중창. Andante con moto (가장조)
6. 합창. Un poco allegro e maestoso (라장조)

총 연주 시간은 28분 정도 소요된다.

## 구성
작품은 플루트 2개, 오보에 2개, 클라리넷 2개, 바순 2개, 호른 2개, 트럼펫 2개, 팀파니, 현악기, 소프라노 솔로와 베이스가 포함된 SATB 합창으로 구성되어 있다. 6개의 악장을 수행을 위해서는 약 50분 가량의 시간이 소요된다.